# DiSEqC
DiSEqC (Digital Satellite Equipment Control), произнася се „Дай-Сек“, е специален комуникационен протокол, който се използва между сателитен приемник и устройство като превключвател между няколко сателитни антени (конвертори) или малък антенен мотор (максималния размер на сателитна антена, която може да бъде управляване с DiSEqC мотор е 1,2 m, въпреки това използвайки V-box интерфейс, DiSEqC 1.2 може да се използва за доста по-големи сателитни антени използвайки 36V мотори).
DiSEqC е разработен от европейския сателитен доставчик Eutelsat, който е стандартизаторна агенция на протокола.
DiSEqC разчита само на коаксиалния кабел за преноса на двупосочните данни/сигнал и захранване (bidirectional data/signals and power). DiSEqC най-често се използва за управление на ключове и мотори, е по-гъвкав от други техники (13/18 volt and 22 kHz tone or ToneBurst/MiniDiSEqC). DiSEqC също така е съвместим със задвижванията използвани за завъртане на големи C-Band антени ако се използва с DiSEqC позиционер. Независимо от името си протокола се използва при напълно аналогови или при частично-цифровизирани (partially digital-capable) (Astra Digital Radio) сателитни приемници.
Съществуват няколко вариации на DiSEqC:
- DiSEqC 1.0, позволяващ превключване между до 4 сателитни източника.
- DiSEqC 1.1, позволяващ превключване между до 16 сателитни източника.
- DiSEqC 1.2, позволяващ превключване между до 16 сателитни източника, и контрол на едноосов (single axis) сателитен мотор.
- DiSEqC 2.0, добавящ двупосочна комуникация на DiSEqC 1.0.
- DiSEqC 2.1, добавящ двупосочна комуникация на DiSEqC 1.1.
- DiSEqC 2.2, добавящ двупосочна комуникация на DiSEqC 1.2.

Всички вариации са стандартизирани към февруари 1998, преди масовото навлизане на цифровата сателитна телевизия. По-новите версии са обратно съвместими с по-старите, но по-старите, както може да се очаква не са съвместими с версиите от по-висок номер. Версии 1.x и 2.x са двупосочно съвместими.
Таблицата по-долу показва кое работи и кое не:
|              | 1.0 switch | 1.1 switch | 1.2 motor | 2.0 switch | 2.1 switch | 2.2 motor |
| ------------ | ---------- | ---------- | --------- | ---------- | ---------- | --------- |
| 1.0 receiver | yes        | no         | no        | yes        | no         | no        |
| 1.1 receiver | yes        | yes        | no        | yes        | yes        | no        |
| 1.2 receiver | yes        | yes        | yes       | yes        | yes        | yes       |
| 2.0 receiver | yes        | no         | no        | yes        | no         | no        |
| 2.1 receiver | yes        | yes        | no        | yes        | yes        | no        |
| 2.2 receiver | yes        | yes        | yes       | yes        | yes        | yes       |

Eutelsat очевидно са разработили система, която позволява на потребителите на сателитни услуги от континентална Европа Continental Europe да превключват между по-популярните SES Astra сателити 19.2° изток и собствения на Eutelsat Hot Bird на 13° изток. В резултат преобладаващата част от европейските сателитни приемници поддържат DiSEqC 1.0 или по-висок, с изключение на всички STB произведени под името Sky Digibox.
Всички приемници поддържащи протокола получават право да носят логото определящо коя вариация на DiSEqC поддържат.
Често срещани са термини DiSEqC 1.3 и 2.3 използвани от производители и търговци да обозначат използването на DiSEqC с други протоколи. Например 1.3 обикновено се отнася до приемници, които използват USALS съвместно с DiSEqC 1.2 протокол. Такава терминология не е била оторизирана от Eutelsat.